# Мазуров, Олег Александрович
Олег Александрович Мазуров (род. 11 августа 1977, СССР) — российский актёр театра и кино.

## Биография
Олег Мазуров родился 11 августа 1977 года, мать — медик. Жил в Грузии в Батуми, где у него проявился интерес к режиссуре. В 1993 году переехал в Курск к деду, где учился на режиссёрском факультете. После переезда в Москву, поступил в Школу-студию МХАТ (курс О. П. Табакова), которую закончил в 2002 году. В том же году стал актёром МХТ им. Чехова.

## Театральные работы

### МХТ имени Чехова
- «Амадей» — Ветерок
- «Белая гвардия» — Фон Дуст, Кирпатый
- «Изображая жертву» — Второй чёрный матрос
- «Круги. Сочинения» — Певец, Директор предприятия
- «Лес» — Пётр
- «Моя дорогая Матильда» — Матиас
- «Несвоевременный визит» — Сириль
- «Обломов» — Штольц
- «Последняя жертва» — Василий
- «Пролётный гусь» — актёр
- «Сонечка» — актёр
- «Трёхгрошовая опера» — друг Мэкки

### Театр п/р О.Табакова
- «Песочный человек» — Валентин
- «Страсти по Бумбарашу» — Красноармеец
- «Билокси-Блюз»

## Фильмография
1. 2002 — Страсти по Бумбарашу — эпизод
2. 2003 — Дрессировщица куриц — Ибрагим
3. 2004 — Даша Васильева. Любительница частного сыска — Вольдемар Войцеховский в молодости (серия «Дама с коготками»)
4. 2004 — Штрафбат — штрафник
5. 2005 — Адъютанты любви — Констан
6. 2005 — Есенин — Якулов (нет в титрах)
7. 2005 — Золотой телёнок — Перикл Фемиди (8 серия)
8. 2007 — Тридцатилетние — Филипп Иконников
9. 2010 — Доктор Тырса — Филипп Шумилов
10. 2010 — Крыса — Андрей
11. 2011 — Небесный суд — Антонио Луиджи Аморе
12. 2011—2012 — Хозяйка моей судьбы — Влад
13. 2012 — Бигль (19-я серия «Няня») — Олег Вяльцев
14. 2013 — Пётр Лещенко. Всё, что было… — цыган Василь Зобар
15. 2014 — Ищу жену с ребёнком — Игорь Макаров
16. 2014—2015 — Черта — Александр Максимович Трепалов, начальник московского управления уголовного розыска
17. 2015 — Город — Филипп Янович Ревус
18. 2016 — Ищейка — Никита
19. 2017 — Мёртв на 99% — Арбен Таши
20. 2018 — Русалки — больничный клоун
21. 2018 — Молодёжка — Алексей Генадьевич Шульгин, заместитель декана
22. 2019 — СМЕРШ — Игорь Шемерин, капитан госбезопасности
23. 2020 — Детектив на миллион. Жертвы искусства — Роман Тарасов
24. 2021 — Призраки Арбата — Михаил Северов